# Carlos Rojas Vila
Carlos Rojas Vila (Barcelona; 12 de agosto de 1928-Greenville, Carolina del Sur, 8 de febrero de 2020) fue un escritor español, licenciado en Filosofía y Letras. Hijo del médico colombiano Carlos Rojas Pinilla, a su vez hermano de Gustavo Rojas Pinilla, Presidente de Colombia entre 1953 y 1957.

## Biografía
Licenciado en Filosofía y Letras por la Universidad de Barcelona (1951), se doctoró en Madrid, en la Universidad Complutense (1955) con la tesis Concepto y visión de España en la obra e ideas de Richard Ford y fue lector de español en la Universidad de Glasgow (Escocia).   
Fue nombrado por Colombia "embajador para Europa con residencia en Madrid".
En 1957 fue profesor ayudante de español en el Rollins College de Winter Park (Florida). Posteriormente fue profesor y luego catedrático de literatura española en la Universidad de Emory en Atlanta, Estados Unidos.  
Falleció en Greenville, Carolina del Sur el 8 de febrero a los noventa y un años.

## Temática de su producción literaria
Escritor de culto que ejerció la biografía novelada, el ensayo y la novela metafísica, debutó en este último género con De barro y esperanza (1957), a la que siguió El futuro ha comenzado y El asesino del César, con la que obtuvo el premio Ciudad de Barcelona. Perteneció a la Generación de los niños de la guerra (1936-1939), un periodo que está presente en la mayor parte de su obra.
Entre sus ensayos destacan, Diálogos para otra España (1966), Por qué perdimos la guerra (1969), Diez figuras de la Guerra civil española (1973) y La guerra civil vista por los exiliados (1975). 
Como novelista figura entre los autores opuestos al realismo social y a quienes se ha agrupado con el rótulo de Escuela metafísica (Manuel García-Viñó, Andrés Bosch, Antonio Prieto) entre otros. Cultivó preferentemente temas históricos y fantásticos o ambos enfoques a un tiempo. En cuanto a sus novelas metafísicas, quizá la más interesante sea La ternura del hombre invisible (1963), donde indaga sobre el problema de la identidad. En ella reaparecen otros temas recurrentes en el autor: la duda de si estamos en la tierra o en el infierno, la resurrección o la vida eterna como una condena (hay alguna alusión al Lázaro que protagonizará Auto de fe, 1968)...
En la década de los noventa destacan sus novelas El jardín de Atocha (1990) y Proceso a Godoy (1992).
Ha sido traducido al inglés, francés, alemán y húngaro, así como a varias lenguas eslavas.

## Obras
- 1957 De barro y esperanza (novela)
- 1958 El futuro ha comenzado (novela)
- 1959 El asesino de César (novela)
- 1963 La ternura del hombre invisible
- 1965 Adolfo Hitler está en mi casa (novela)
- 1965 De Cela a Castillo-Navarro: veinte an̈os de prosa española contemporánea (antología)
- 1966 Diálogos para otra España (ensayo)
- 1966 Rei de Roma (en catalán)
- (1967-1969) Maestros Norteamericanos (ensayo)
- 1968 Auto de Fe (novela) Premio Nacional de Literatura
- 1968 "Problemas de la nueva novela española", en el tomo colectivo La nueva novela europea, Guadarrama, Madrid.
- 1969 El aprendizaje de los sueños en la pintura de Pepi Sánchez (ensayo)
- 1970 Aquelarre (ensayo)
- 1970 ¿Por qué perdimos la guerra? (ensayo)
- 1970 Luis III, el Minotauro
- 1970 Unamuno y Ortega: Intelectuales frente al drama (ensayo)
- 1972 Las llaves del infierno
- 1973 Diez figuras ante la guerra civil (ensayo)
- 1973 Azaña (novela biográfica) Premio Planeta
- 1975 La guerra civil vista por los exiliados (ensayo)
- 1975 Mein Fuehrer, mein Fuehrer! (el libro prohibido) (novela)
- 1977 Memorias inéditas de José Antonio Primo de Rivera (novela biográfica) Premio Ateneo de Sevilla
- 1977 Azaña / Companys: los dos presidentes (biografía)
- 1977 Machado y Picasso: arte y muerte en el exilio (ensayo)
- 1977 Retratos antifranquistas (biografías)
- 1977 Prieto y José Antonio: socialismo y Falange ante la tragedia civil (ensayo)
- 1978 El valle de los caídos (novela)
- 1979 El Ingenioso hidalgo y poeta Federico García Lorca asciende a los infiernos (novela biográfica) Premio Nadal
- 1979 Guerra de Cataluña
- 1981 La Barcelona de Picasso (ensayo)
- 1984 El mundo mítico y mágico de Picasso (ensayo)
- 1985  El mundo mágico y mítico de Salvador Dalí (ensayo)
- 1988 El jardín de las Hespérides (novela)
- 1990 El jardín de Atocha (novela)
- 1990 Yo Goya (ensayo)
- 1992 Proceso a Godoy (novela histórica)
- 1995 ¡Muera la inteligencia! ¡Viva la muerte! Salamanca, 1936. (ensayo)
- 1995 Alfonso de Borbón habla con el demonio (novela)
- 1997 Los Borbones destronados : la biografía humana y política de Carlos IV, Fernando VII, Isabel II y Alfonso XIII, cuatro monarcas destronados en menos de siglo y medio, pero cuya dinastía recupera siempre la Corona (ensayo)
- 1999 La vida y la época de Carlos IV (novela histórica)
- 2000 Puñeta, la Españeta (ensayo)
- 2000 Momentos estelares de la guerra de España (ensayo)
- 2003 Diez crisis del franquismo (ensayo)

## Premios
- Premio Nacional de Narrativa (1968), con Auto de Fe, novela histórica que reconstruye la España de Carlos II.[3]
- Premio Planeta (1973), con Azaña, una biografía sobre el presidente de la República Manuel Azaña.[3]
- Premio Ateneo de Sevilla (1977), con Memorias inéditas de José Antonio.[3]
- Premio Nadal (1979). con El ingenioso hidalgo y poeta Federico García Lorca asciende a los infiernos.[3]